# Ichneumon tertiarius
Ichneumon tertiarius är en stekelart som beskrevs av Geoffroy 1785. Ichneumon tertiarius ingår i släktet Ichneumon och familjen brokparasitsteklar. Inga underarter finns listade i Catalogue of Life.